# Líquen aureus
O líquen aureus é uma desordem rara da pele caracterizada pelo aparecimento repentino de uma ou várias lesões cor de ferrugem ou dourada, com o aspecto de máculas ou pápulas liquenóides. As lesão são geralmente assintomáticas, mas podem se apresentar dolorosas em alguns casos.